# Franz Aßner
Franz Leopold Aßner auch Franz Assner (* 17. Januar 1746 in Wien, anderes Datum 3. November 1746, anderes Datum 3. November 1742; † 14. Februar 1814, anderes Datum 14. Februar 1810, ebenda) war ein österreichischer Kupferstecher, Graveur und Maler.

## Leben

### Familie
Franz Aßner entstammte einer Wiener Kupferschmiedfamilie und war der Sohn des Kupferstechers Johann Aßner († 1748); sein Stiefvater war der Kupferstecher Johann Adam Napert, der ihn auch zum Kupferstecher ausbildete.
Er war verheiratet mit Susanna (geb. Hauerstorfer) († 15. Mai 1787 in Strozzigrund bei Wien); gemeinsam hatten sie einen Sohn:
- Johann Aßner (* 14. Mai 1779 in Preßburg; † 26. Dezember 1855 in Wien), Stein- und Stahlgraveur.[1]

Sein Bruder war der Kupferstecher und Maler Leopold (Leonhard) Aßner (* 1742 in Wien; † 31. Oktober 1781 in Preßburg).

### Werdegang
Er besaß eine Offizin am Tiefen Graben 38 Ecke Salzgries 29 in Wien, in der er als erster Bilderbogen zum Illustrieren für Kinder und Heiligenbilder stach und druckte. In den 1770er Jahren ging er nach Preßburg und blieb dort bis 1796.
Er schuf unter anderem mehrere Bilderbücher für Kinder und zeichnete unter anderem die Titelblätter für die Schriften Böhmische Krönungsfeier Sr. Majestät Leopold II. Römischen Kaisers, und Marie Louise, Römische Kaiserinn von Anton Franz Augustin Mosig sowie Elemens de l’architecture civile von Johann Baptist Izzo.

## Werke (Auswahl)
- Werther und Lotte.
- Karl Moor.
- Der verlorene Sohn.
- Carl, Count of Lichtenstein Rescuing a 14 Year Old Girl From Flooded Rokitnianka River, May 6, 1789. In: Metropolitan Museum of Art.[6]
- Pfannenflicker[7] (1781) in Wien Museum.